# Anna d'Asburgo (duchessa 1432)
Anna d'Asburgo (Vienna, 12 aprile 1432 – Eckartsberga, 13 novembre 1462) era la figlia primogenita del duca d'Austria Alberto V, in seguito divenuto imperatore del Sacro Romano Impero con il nome di Alberto II, e di Elisabetta di Lussemburgo, figlia dell'imperatore Sigismondo e di Barbara di Cilli, e ultima rappresentante dell'estinta Casata di Lussemburgo.

## Biografia
Il 20 giugno 1446, a Jena, sposò Guglielmo III di Sassonia (1425 – 1482), langravio di Turingia, figlio di Federico I di Sassonia. Con il matrimonio, il marito, al momento della morte senza eredi del fratello minore di Anna, Ladislao il Postumo (1457), divenne duca di Lussemburgo, sebbene costantemente costretto a difendere il ducato dalla minaccia di Filippo III di Borgogna: nel 1469, già dopo la morte della moglie, Guglielmo dovette constatare l'impossibilità di difendersi dagli attacchi dei borgognoni, e cedette il ducato per ritirarsi nei suoi possedimenti in Turingia.

## Discendenza
Anna e Guglielmo ebbero due figlie:
- Margherita di Sassonia-Weimar (1449 – 13 luglio 1501), sposò Giovanni I di Brandeburgo;
- Caterina (1453 – 10 luglio 1534), sposò il duca Enrico II di Münsterberg.

## Ascendenza
|                               |                         |                         | Genitori                  |  |  | Nonni |  |  | Bisnonni              |  |  | Trisnonni               |  |
|                               |                         |                         |                           |  |  |       |  |  | Alberto III d'Asburgo |  |  | Alberto II lo Sciancato |  |
|                               |                         |                         |                           |  |  |       |  |  | Alberto III d'Asburgo |  |  | Alberto II lo Sciancato |  |
|                               |                         | Giovanna di Pfirt       |                           |  |  |       |  |  | Alberto III d'Asburgo |  |  |                         |  |
| Alberto IV d'Asburgo          |                         |                         |                           |  |  |       |  |  | Alberto III d'Asburgo |  |  |                         |  |
|                               |                         | Beatrice di Norimberga  | Federico V di Norimberga  |  |  |       |  |  |                       |  |  |                         |  |
|                               |                         | Beatrice di Norimberga  | Federico V di Norimberga  |  |  |       |  |  |                       |  |  |                         |  |
|                               |                         | Beatrice di Norimberga  | Elisabetta di Meißen      |  |  |       |  |  |                       |  |  |                         |  |
| Alberto II d'Asburgo          |                         | Beatrice di Norimberga  |                           |  |  |       |  |  |                       |  |  |                         |  |
|                               |                         | Alberto I di Baviera    | Ludovico il Bavaro        |  |  |       |  |  |                       |  |  |                         |  |
|                               |                         | Alberto I di Baviera    | Ludovico il Bavaro        |  |  |       |  |  |                       |  |  |                         |  |
|                               |                         | Alberto I di Baviera    | Margherita II di Hainaut  |  |  |       |  |  |                       |  |  |                         |  |
| Giovanna di Baviera-Straubing |                         | Alberto I di Baviera    |                           |  |  |       |  |  |                       |  |  |                         |  |
|                               |                         | Margherita di Brieg     | Ludovico I il Giusto      |  |  |       |  |  |                       |  |  |                         |  |
|                               |                         | Margherita di Brieg     | Ludovico I il Giusto      |  |  |       |  |  |                       |  |  |                         |  |
|                               |                         | Margherita di Brieg     | Agnese di Głogów-Żagań    |  |  |       |  |  |                       |  |  |                         |  |
| Anna d'Asburgo                |                         | Margherita di Brieg     |                           |  |  |       |  |  |                       |  |  |                         |  |
|                               | Carlo IV di Lussemburgo | Giovanni di Lussemburgo |                           |  |  |       |  |  |                       |  |  |                         |  |
|                               | Carlo IV di Lussemburgo | Giovanni di Lussemburgo |                           |  |  |       |  |  |                       |  |  |                         |  |
|                               | Carlo IV di Lussemburgo | Elisabetta di Boemia    |                           |  |  |       |  |  |                       |  |  |                         |  |
| Sigismondo di Lussemburgo     | Carlo IV di Lussemburgo |                         |                           |  |  |       |  |  |                       |  |  |                         |  |
|                               |                         | Elisabetta di Pomerania | Boghislao V di Pomerania  |  |  |       |  |  |                       |  |  |                         |  |
|                               |                         | Elisabetta di Pomerania | Boghislao V di Pomerania  |  |  |       |  |  |                       |  |  |                         |  |
|                               |                         | Elisabetta di Pomerania | Elisabetta di Polonia     |  |  |       |  |  |                       |  |  |                         |  |
| Elisabetta di Lussemburgo     |                         | Elisabetta di Pomerania |                           |  |  |       |  |  |                       |  |  |                         |  |
|                               |                         | Ermanno II di Cilli     | Ermanno I di Cilli        |  |  |       |  |  |                       |  |  |                         |  |
|                               |                         | Ermanno II di Cilli     | Ermanno I di Cilli        |  |  |       |  |  |                       |  |  |                         |  |
|                               |                         | Ermanno II di Cilli     | Caterina di Bosnia        |  |  |       |  |  |                       |  |  |                         |  |
| Barbara di Cilli              |                         | Ermanno II di Cilli     |                           |  |  |       |  |  |                       |  |  |                         |  |
|                               |                         | Anna di Schaunberg      | Enrico VIII di Schaunberg |  |  |       |  |  |                       |  |  |                         |  |
|                               |                         | Anna di Schaunberg      | Enrico VIII di Schaunberg |  |  |       |  |  |                       |  |  |                         |  |
|                               |                         | Anna di Schaunberg      | Ursula di Gorizia         |  |  |       |  |  |                       |  |  |                         |  |
|                               |                         | Anna di Schaunberg      |                           |  |  |       |  |  |                       |  |  |                         |  |